# فيليب فولشايد
فيليب فولشايد (بالألمانية: Philipp Wollscheid) وهو لاعب كرة قدم ألماني في مركز قلب الدفاع ولد في يوم 6 مارس 1989 في بلدة فادرن في ألمانيا الغربية وهو يلعب حالياً مع نادي بايرن ليفركوزن وسبق له اللعب مع نادي ماينتس 05 ونادي نورمبرغ ونادي ساربروكن لكرة القدم ولعب مع منتخب ألمانيا لكرة القدم ويبلغ طوله 194.

## روابط خارجية
- فيليب فولشايد على موقع الاتحاد الأوربي (الإنجليزية)
- فيليب فولشايد على موقع قاعدة بيانات كرة القدم.إي يو (الإنجليزية)
- فيليب فولشايد على موقع بيانات كرة القدم. دي إي (الألمانية)
- فيليب فولشايد على موقع ناشيونال فوتبول تيمز (الإنجليزية)
- فيليب فولشايد على موقع Soccerbase.com (لاعب) (الإنجليزية)
- فيليب فولشايد على موقع Soccerway.com (الإنجليزية)
- فيليب فولشايد على موقع عالم كرة القدم.نت (الإنجليزية)
- فيليب فولشايد على موقع AS.com (الإسبانية)